# Décret de naturalisation n°5247 de 1994 au Liban
 (juin 2021).
La mise en forme du texte ne suit pas les recommandations de Wikipédia : il faut le « wikifier ».
Les points d'amélioration suivants sont les cas les plus fréquents. Le détail des points à revoir est peut-être précisé sur la page de discussion.
- Les titres sont pré-formatés par le logiciel. Ils ne sont ni en capitales, ni en gras.
- Le texte ne doit pas être écrit en capitales (les noms de famille non plus), ni en gras, ni en italique, ni en « petit »…
- Le gras n'est utilisé que pour surligner le titre de l'article dans l'introduction, une seule fois.
- L'italique est rarement utilisé : mots en langue étrangère, titres d'œuvres, noms de bateaux, etc.
- Les citations ne sont pas en italique mais en corps de texte normal. Elles sont entourées par des guillemets français : « et ».
- Les listes à puces sont à éviter, des paragraphes rédigés étant largement préférés. Les tableaux sont à réserver à la présentation de données structurées (résultats, etc.).
- Les appels de note de bas de page (petits chiffres en exposant, introduits par l'outil «  Source ») sont à placer entre la fin de phrase et le point final[comme ça].
- Les liens internes (vers d'autres articles de Wikipédia) sont à choisir avec parcimonie. Créez des liens vers des articles approfondissant le sujet. Les termes génériques sans rapport avec le sujet sont à éviter, ainsi que les répétitions de liens vers un même terme.
- Les liens externes sont à placer uniquement dans une section « Liens externes », à la fin de l'article. Ces liens sont à choisir avec parcimonie suivant les règles définies. Si un lien sert de source à l'article, son insertion dans le texte est à faire par les notes de bas de page.
- La présentation des références doit suivre les conventions bibliographiques. Il est recommandé d'utiliser les modèles {{Ouvrage}}, {{Chapitre}}, {{Article}}, {{Lien web}} et/ou {{Bibliographie}}. Le mode d'édition visuel peut mettre en forme automatiquement les références.
- Insérer une infobox (cadre d'informations à droite) n'est pas obligatoire pour parachever la mise en page.

Pour une aide détaillée, merci de consulter Aide:Wikification.
Si vous pensez que ces points ont été résolus, vous pouvez retirer ce bandeau et améliorer la mise en forme d'un autre article.
La naturalisation des personnes exclues de la nationalité libanaise est un débat aussi ancien que la création de la nationalité libanaise, par la loi du 15 janvier 1925, définie par l’arrêté 15/S du Haut-Commissaire Maurice Sarrail. Si plusieurs naturalisations ont eu lieu, particulièrement dans les années 1940, 1950 et 1960, concernant plusieurs milliers de personnes, le décret de naturalisation de 1994 est de loin, par son ampleur, le plus important de l’histoire récente du Liban.

## Le contexte historique
A la fin de la guerre civile libanaise, en 1990, la Syrie, qui occupe de larges pans du territoire libanais depuis son intervention militaire de juin 1976, maintient ses troupes sur l’ensemble du Liban, à l’exception du Sud-Liban occupé par Israël.
À la suite de la signature de l’accord de Taëf de 1989, la Syrie exerce un contrôle politique étendu sur les autorités politiques libanaises d’après-guerre. Cette mainmise syrienne sur les affaires intérieures libanaises est notamment contestée par une majorité de la classe politique chrétienne.
Afin de donner une légitimité démocratique à leur occupation du Liban, les autorités syriennes décident de faire se tenir les élections législatives, initialement prévues en 1994, entre la fin août et début septembre 1992 (en). Une loi électorale est votée, elle modifie le découpage des circonscriptions électorales afin de favoriser les partis politiques libanais clients de Damas. Le scrutin de 1992 est massivement contesté et boycotté, particulièrement par l’électorat chrétien. Selon les chiffres officiels, seuls 29% de l’électorat libanais s’est déplacé aux urnes, et seuls 13% de l’électorat chrétien a participé à ce vote.
Par crainte de voir la légitimité démocratique du prochain scrutin législatif, prévu en 1996 (en), entachée par une abstention tout aussi forte, une réflexion est engagée pour accroître les contours de l’électorat libanais, en y assurant une large proportion d’électeurs acquis à des partis politiques soutenant l’hégémonie syrienne au Liban.
Peu après la nomination de Rafic Hariri au poste de Président du Conseil en 1992, un comité chargé de mettre en place la naturalisation de milliers de personnes est mis en place. Il est dirigé par le ministre de l’Intérieur de l’époque, Bechara Merhej, et comprend notamment le directeur de la Sûreté Générale (en) et le directeur du Statut Personnel. En juillet 1993, le comité publie un formulaire de demande de la nationalité libanaise, disponible sur l’ensemble du territoire libanais par le biais des Mukhtars. Il convient de noter que les dernières élections locales, qui permettent d’élire les conseils municipaux et les Mukhtars, remontent à 1967. Cela signifie que les Mukhtars, l’autorité administrative chargée des affaires personnelles au Liban, qui supervisent ces formulaires de demande de la nationalité libanaise, ont été élus en 1967, ou ont été nommés par le gouvernement central en cas de vacance du poste d’élu, ce qui en fait un corps de fonctionnaires très peu indépendant.
Le formulaire doit être rempli par les personnes qui souhaitent acquérir la nationalité libanaise, en incluant des détails qui confirment leur lien avec le Liban : filiation, propriété, résidence, éducation, détention de diplômes libanais, etc. Une fois le formulaire rempli, c’est le rôle de la Sûreté Générale (en) de mener une enquête approfondie sur la validité de la demande et les antécédents du demandeur.
La signature du décret de naturalisation, n°5247, est annoncée par le Président du Conseil Rafic Hariri, le 21 juin 1994, lors d’un débat de politique générale devant la Chambre des Députés. Il est signé par le Président du Conseil, le Président de la République Elias Hraoui et le ministre de l’Intérieur Bechara Merhej, mais n’a pas été discuté en Conseil des Ministres.
L’annonce de la signature de ce décret provoque un tollé, plusieurs personnalités maronites s’y opposent, comme Nehmetallah Abi Nasr, alors secrétaire général de la Ligue Maronite, qui dénonce un déséquilibrage en faveur des musulmans. Le gouvernement reste évasif sur le nombre de personnes concernées par cette naturalisation de masse, les chiffres varient entre 100 000 et 150 000 individus selon les sources. La situation est rendue particulièrement floue par le fait que certains noms de ces nouveaux naturalisés sont accompagnés de mention vagues, comme « famille » ou « et femme et enfants », sans précisions chiffrées.
Le décret n°5247 est publié dans la Gazette Officielle n°26 du 30 juin 1994, dont l’annexe n°2 précise qu’il accorde la nationalité libanaise à 88 278 personnes, et 39 460 familles sont ajoutées à la population libanaise. Le décret ne liste pas les personnes nées après 1977, puisqu’elles sont mineures au moment de la publication, si l’on ajoute ces personnes mineures, le nombre de naturalisés s’élève à 157 216.

## Estimations du nombre de naturalisés
Plusieurs estimations, contradictoires, existent quant au nombre de personnes naturalisées par le décret n°5247. Simon Haddad donne le chiffre de 400 000 naturalisés, qui semble être une estimation haute. Éric Verdeil, dans un article sur le vote au Liban, parle de la naturalisation « d’environ 95 000 électeurs », avec pour objectif principal de réguler la situation des populations nomades restées apatrides. Le rapport de l’ONG libanaise MARCH Lebanon met en avant le nombre de 202 527 naturalisés en 1994.
Plusieurs groupes vivant au Liban, apatrides ou étrangers possédant déjà une nationalité, se sont vu octroyer la nationalité libanaise grâce au décret n°5247.

### Porteurs du statut «Qayd ad-Dars»
Le statut « En cours d’étude », ou « jinsiyya qayd ad-dars » (جنسية قيد الدرس) en arabe, a été créé au début des années 1960 par les services de la Sûreté Générale libanaise, afin de donner un statut légal aux personnes qui avaient été comptabilisées comme des « étrangers » lors du recensement de 1932. Ils avaient été exclus de la nationalité libanaise et déclarés de « nationalité indéterminée ».
Le décret n°5247 a notamment été signé avec l’objectif affiché de régulariser le statut légal des personnes exclues de la nationalité libanaise. Ces apatrides présentaient alors plusieurs statuts différents, et parmi eux, 32 564 personnes porteuses de cartes « Qayd ad-Dars » ont été naturalisées par ce décret.

### Les Alaouites de Tripoli
La communauté alaouite est historiquement présente au Liban, mais son implantation remonte surtout au XIXe siècle, époque durant laquelle plusieurs vagues d’Alaouites quittent la Syrie rurale pour s’implanter dans le nord du Liban actuel. Ces vagues se sont accélérés dans les années 1950 et 1960, le nombre des Alaouites s’élevant jusqu’à 20 000 personnes. Ce sont souvent des travailleurs peu éduqués, d’origine rurale, souvent âgés de moins de vingt ans. Les Alaouites syriens émigrés au Liban, très proche du régime syrien, ont été en grande majorité naturalisés grâce au décret n°5247 de 1994. Élisabeth Picard avance le chiffre de « plusieurs dizaines de milliers », au point où ils « représentent près de 17% de l’électorat inscrit à Tripoli aux législatives de 1996 (en) », principalement concentrés dans le quartier de Jabal Mohsen, à Tripoli. Ainsi, dans l’étude de 2018 de UN-Habitat et UNICEF Lebanon, sur un total de 13 629 habitants recensés à Jabal Mohsen, plus 94,1% de la population était libanaise, et seulement 5% avait la nationalité syrienne.

### Les habitants des sept villages et leurs descendants
Les résidents des « sept villages chiites », ainsi que leurs descendants, font également partie des naturalisés de 1994. Ces personnes ont détenu la nationalité libanaise entre 1921 et 1926, avant de la perdre pour la nationalité palestinienne, à la suite de modifications du tracé de la frontière entre l’État du Grand Liban et la Palestine mandataire. Les habitants de ces villages situés à la frontière israélo-libanaise ont massivement fui au Sud-Liban lors de la première guerre israélo-arabe. Ils ont longtemps été exclus de la nationalité libanaise, malgré les revendications de plusieurs formations politiques chiites comme le Mouvement Amal, avant d’être naturalisés par le décret n°5247. Selon Simon Haddad, 27 000 résidents des sept villages chiites et leurs descendants ont ainsi été naturalisés, Guita Hourani donne leur nombre exact à 25 071.

### Les réfugiés palestiniens
Plusieurs réfugiés palestiniens, qui ont fui les guerres de 1948 ou de 1967 en se réfugiant au Liban, ont été naturalisés grâce à ce décret. Souheil El-Natour estime leur nombre à 35 000, parmi lesquels on trouve des habitants des sept villages chiites (voir plus haut). Des Palestiniens sunnites (la confession majoritaire parmi cette population), ont également été naturalisés, en 1995, peut-être pour équilibrer le ratio confessionnel entre chiites et sunnites, selon Simon Haddad. Les derniers réfugiés palestiniens de confession chrétienne qui n’avaient toujours pas obtenu la nationalité libanaise ont été naturalisés à cette période, sous la pression de la classe politique maronite.
Le gouvernement de Rafic Hariri s’est défendu d’avoir octroyé la nationalité libanaise à des réfugiés palestiniens via ce décret, une décision qui a suscité une vive réaction de protestation, particulièrement dans les milieux chrétiens, qui y ont vu une volonté d’accroître la part des musulmans (chiites et sunnites) dans l’électorat libanais. Guita Hourani estime que jusqu’à 60 000 réfugiés palestiniens ont ainsi été naturalisés en 1994. 
Éric Verdeil avance qu’au « Liban-Sud et au nord de Tripoli, les naturalisations semblent correspondre à celle des Palestiniens », ces deux régions concentrant de nombreux et importants camps palestiniens : Ain al-Hilweh, le plus grand du Liban, Mieh Mieh (en), Burj el-Shemali (en), el-Buss (ar) et Rachidiyé au sud ; Nahr el-Bared et Beddaoui (en) au nord.

### Les Arméniens
Selon Éric Verdeil, plusieurs réfugiés arméniens d’Anatolie, qui avaient fui le génocide perpétré par l’Empire ottoman, n’ont été naturalisés qu’en 1994. Ils seraient concentrés à Beyrouth et Tripoli, ce qui explique une proportion importante du nombre de naturalisés parmi les électeurs inscrits pour les élections législatives de 1996 au Liban (en).

### Les Arabes de Wadi Khaled
Cette population d’origine bédouine, située à cheval sur la frontière entre le Liban et la Syrie dans la région de Wadi Khaled, a échappé aux opérations de recensement des autorités françaises en 1921 et 1932, et ont donc été exclus de la nationalité libanaise. L’écrasante majorité des Arabes de Wadi Khaled ont ainsi obtenu la naturalisation qu’ils demandaient depuis les années 1950 et 1960, grâce au décret n°5247. Cependant, plusieurs négligences dans l’application de ce décret ont laissé « quelques centaines » de personnes dans leur statut d’apatrides jusqu’à aujourd’hui.

### Les Bédouins
Les Bédouins, parce qu’ils ne pouvaient pas prouver qu’ils résidaient « normalement » sur le territoire du Grand Liban lors des différents recensements de population, puisqu’ils se déplaçaient de manière saisonnière entre la plaine de la Bekaa et la Syrie, ont été également exclus de la nationalité libanaise. Comme les Bédouins de Wadi Khaled, ils ont longtemps été apatrides, jusqu’à ce qu’ils fassent l’objet d’une naturalisation massive grâce au décret n°5247. La tribu des al-Hrouk, installée autour du village de Kfar Zabad - notamment dans le village informel de Faour – a été en grande partie naturalisée à ce moment. C’est pourquoi la part des naturalisés représentaient jusqu’à 17% des inscrits aux élections législatives de 1996 dans la municipalité de Kfarzabad.

### Les Turkmènes
De la même manière que les Bédouins, les Turkmènes n’ont pas été enregistrés lors des recensements du Mandat français, et n’ont obtenu la nationalité libanaise qu’en 1994 grâce au décret n°5247. Leur naturalisation tardive explique que nombre de villages majoritairement (voire essentiellement) peuplés de Turkmènes, notamment ceux situés autour de la ville de Baalbek, ne soit pas reconnu comme des municipalités par les autorités libanaises. Ainsi, les villages de Sheymiye, Nananiye, Addus, Hadidiye n’ont pas de Mukhtar. En l’absence de recensement fiable, on ne connaît pas le nombre de Turkmènes vivant au Liban (certaines estimations varient entre 18 500 et 40 000 personnes), et on ne peut pas savoir le nombre d’entre eux qui ont été naturalisés en 1994.

### Les Kurdes
De nombreuses populations originaires d’Anatolie, parmi lesquelles des Kurdes mais aussi des tribus arabophones (qu’un rapport de l’ORSAM regroupe sous le terme de « Mardinites », en référence à la province de Mardin, dont elles sont originaires) qui se donnent le nom de « Muhallamis », ont fui les conséquences de la chute de l’Empire ottoman pour se réfugier au Liban. Exclues de la nationalité libanaise car musulmans, ces réfugiés, à l’inverse des réfugiés chrétiens d’Anatolie, sont restés longtemps apatrides. Si certaines naturalisations, relativement restreintes, ont eu lieu dans les années 1950 et 1960,, la majorité de cette population a été naturalisée grâce au décret n°5247.

### Les Doms
Population qui est également restée longtemps nomade, les Doms souffrent de nombreuses discriminations au Liban, ainsi que d’une marginalisation extrême. Celle-ci a notamment pris la forme de l’apatridie, les Doms étant exclus de la citoyenneté libanaise depuis la création de l’État du Grand Liban. Ils ont été majoritairement naturalisés grâce au décret n°5247. Nombreux sont les Doms qui avaient obtenu le statut de « Qayd ad-Dars » dans les années 1960, et qui ont enfin été complètement naturalisés en 1994, bien qu’aujourd’hui encore il reste jusqu’à 20% de la population Dom qui ne possède pas de nationalité au Liban.

## Manipulations électorales
Les naturalisés de 1994, qui étaient au moins pour les deux tiers musulmans, ont représenté une part importante de l’électorat libanais. Ces nouveaux électeurs, clientélisés par les leaders politiques, a permis de conforter certains candidats dans les circonscriptions où ils votaient pour la première fois, lors des élections législatives de 1996.
Élisabeth Picard explique ainsi que « la décision de naturalisation de 1994 […] a également une dimension stratégique de la part des officiers syriens qui gèrent la scène politique libanaise au lendemain de la guerre civile. Forts de leurs nouveaux droits civiques, les nouveaux Libanais de Wadi Khaled sont inscrits en nombre dans des circonscriptions électorales du Metn (Liban central) où ils constituent jusqu’à 35 % des votants. Véhiculés par l’armée syrienne, dûment récompensés, ils viennent y voter aux législatives de 1996 et font pencher la balance en faveur des listes patronnées par le ministre de l’Intérieur Michel al-Murr, client de Damas depuis 1985 ».
Les naturalisés représentent ainsi jusqu’à 35% des inscrits sur les listes électorales du Metn pour les législatives de 1996. S’il n’est pas exclu que des Syriaques, Arméniens et Chrétiens originaires de Syrie fassent partie de ces naturalisés, la plus grande part est en réalité constituée d’anciennes populations nomades musulmanes. Leur vote est instrumentalisé et leur village d’inscription (où ils votent) ne semble pas toujours correspondre à leur village d’origine. Ces électeurs sont donc acheminés vers leur village d’inscription, où leur vote a une incidence certaines sur les résultats des élections. Ainsi, dans le Metn où l’opposition à l’hégémonie syrienne est pourtant bien implantée (majoritairement des Chrétiens maronites, aounistes ou Forces Libanaises), les élections législatives de 1996 portent au parlement des députés proches de Michel al-Murr (lui-même réélu dans le Metn), alors ministre de l’Intérieur et soutien affiché du régime de Hafez al-Assad dans les années 1990.

## Le recours de la Ligue Maronite
Le 26 août 1994, la Ligue Maronite présente un recours en annulation du décret n°5247 devant le Conseil d’Etat (Majlis Shura al-Dawla), la plus haute juridiction du système judiciaire libanais. Plusieurs raisons sont invoquées, cette naturalisation de masse est présentée comme anticonstitutionnelle car elle octroie la nationalité libanaise à des personnes qui n’avaient pas le droit de l’acquérir, comme les réfugiés palestiniens. Plusieurs irrégularités sont également dénoncées, comme le manque de critères fiables et stricts quant aux conditions pour bénéficier des effets de ce décret. Enfin, le déséquilibre confessionnel et démographique induit par cette naturalisation de dizaines de milliers de personnes, les Maronites se posent alors comme les protecteurs et les défenseurs de la « formule libanaise ».
Le Conseil d’État ne rend la décision n°484 que sept ans plus tard, le 5 juillet 2003. Elle incite le ministère de l’Intérieur à étudier au cas par cas les naturalisations dont la légitimité est contestée, en reconnaissant que de nombreuses personnes naturalisées en 1994 n’auraient pas dû obtenir la nationalité libanaise. Le verdict du Conseil d’État « n’est pas émis avec des obligations envers l'État libanais, puisque ses verdicts ne sont pas exécutés par la contrainte, mais sont laissés au bon vouloir de l'État », ce qui en limite fortement la portée.
Cette décision a été à l’origine de deux décrets de déchéance de la nationalité libanaise de certains naturalisés de 1994 (qui détenaient déjà la nationalité syrienne, arménienne, turque ou égyptienne), signés en 2011 par le président de la République Michel Sleiman (2008-2014), dont c’est la prérogative.

## Conséquences sur l’apatridie au Liban
Si le décret de naturalisation a permis de naturaliser plusieurs dizaines de milliers d’apatrides libanais, son application n’a pas pour autant permis de définitivement mettre un terme à ce phénomène au Liban, bien au contraire.
Premièrement, la réduction (et encore moins l’élimination) de l’apatridie ne semble pas être le principal objectif poursuivi par le décret n°5247. Si ce texte « présente un caractère humanitaire », il répond avant tout aux stratégies des officiers syriens qui gèrent la scène politique libanaise. Un cadre haut placé au sein du Courant de Futur, qui répond à une interview de Guita Hourani, admet ainsi que cette décision est entièrement politique et à visée électorale. Cela se retrouve dans les chiffres, les apatrides ne représentant que 36% du total des naturalisés.
Plusieurs populations se sont vu promettre la nationalité libanaise en 1994, comme les Arabes de Wadi Khaled ou les Bédouins de la tribu d’Abu ‘Eid, et l’ont effectivement obtenue grâce au décret. Leurs enfants, mineurs lors de la signature du traité, devaient la recevoir également, selon certains témoignages, mais l’ont en réalité jamais obtenue. Ils restent apatrides jusqu’à aujourd’hui, alors que les procédures de naturalisation sont extrêmement compliquées, longues et coûteuses pour les apatrides qui font le choix de présenter leur cas à la justice.
Si 32 564 porteurs de carte « Qayd ad-Dars » ont été naturalisés grâce au décret de 1994, de nombreux autres n’ont pas pu obtenir la nationalité libanaise. Ainsi, il y aurait entre 18 000 et 24 000 apatrides libanais vivant encore avec le statut « En cours d’étude » après le décret de naturalisation de 1994, selon Samira Trad, responsable du programme de soutien légal des apatrides au sein de l’ONG libanaise Frontiers Ruwad. Ce statut étant héréditaire et transmis du père aux enfants, le nombre de personnes « En cours d’étude » a continué à augmenter jusqu’à aujourd’hui sans que les autorités libanaises ne se saisissent de ce dossier. Le décret n°5247 ne règle ainsi que partiellement la question des personnes « En cours d’étude », puisque seules celles qui avaient rempli un formulaire de demande de la nationalité libanaise ont été naturalisés. Les personnes « en cours d’étude » qui n’en ont pas fait la demande attendent toujours que l’administration étudie leur cas.
Le décret n°5247 étant particulièrement controversé, la nationalité des naturalisés de 1994 est souvent remise en question voire contestée. Ainsi, plusieurs de ces personnes naturalisées se sont trouvées dans l’impossibilité d’enregistrer leurs enfants nés après leur naturalisation. Parmi les répondants de l’enquête de MARCH Lebanon sur les apatrides à Tripoli, environ 30% des personnes dont la naissance n’avait pas été enregistrée sont nés d’un père naturalisé en 1994. Pourtant, la décision no 484 de 2003 du Conseil d’État donne le droit aux enfants de naturalisés de 1994 d’être enregistrés comme des citoyens libanais. Cette décision a été confortée et confirmée par la décision n°13 de la Cour de cassation, datée du 27 février 2014, qui accorde la nationalité libanaise à l’enfant d’un père naturalisé en 1994.